# Černé lodě
Černá loď (japonsky 黒船, kurofune)  bylo obecné označení pro západní lodě plující v 16. až 19. století do Japonska. Jednalo se o japonský výraz pro velké portugalské obchodní lodě, které v 16. století začaly připlouvat do Japonska a jejichž trup byl černý. Později se toto označení začalo používat také pro válečné lodě Matthewa C. Perryho.   

## Kontext
V roce 1543 připluli do Japonska první portugalští obchodníci a zahájili tak kontakty Japonska se západním světem. Brzy založili faktorii v Nagasaki a přes základnu v Malajsii ji spojili se svou asijskou základnou v Goa. S velkými karaky se zapojili do rozkvétajícího nanbanského obchodu a přiváželi do Japonska nové zboží i myšlenky, z nichž největší dopad na Japonsko měly arkebuzy a křesťanství. Později Portugalci tyto lodi zapojili do vícestranného obchodu a přes portugalskou osadu Macao na čínském pobřeží poblíž Kantonu vyměňovali stříbro z Japonska za hedvábí z Číny.     
Centrem Evropanů v Japonsku bylo tehdy Nagasaki. Na rozdíl od mnoha asijských měst, která jsou vystavěna v mřížovém uspořádání podle čínského vzoru, bylo Nagasaki vystavěno kolem centrálního náměstí, kde se nacházejí nejdůležitější budovy: kostel, dům pro chudé (misericordia) a radnice. Město nemělo žádné opevnění. Mezi lety 1603 a jeho 1613 byla v Nagasaki otevřena také malířská škola, kterou vedl Ital Giovanni Niccoló. V Nagasaki platilo „občanské právo“ a „trestní právo“, které se lišily od japonského práva a byly převzaty z práva římského. Tělesné tresty byly omezeny. Město bylo popisováno jako město s mimořádným počtem dětí. Domy byly natřeny bíle podle portugalského vzoru. V roce 1590 mělo toto město 5 000 obyvatel a v roce 1600 již 15 000 obyvatel.

Portugalská loď v Nagasaki

Jak se Nagasaki rozrůstalo z původní rybářské vesnice v rušné město, ve kterém přitom měli volně se pohybující se jezuitští misionářů a portugalští obchodníci stále větší moc, stávalo se trnem v oku japonské vládnoucí garnitury. V roce 1588 byla proto portugalská kontrola nad osadou omezena a v roce 1605 převzal kontrolu nad Nagasaki japonský guvernér (奉行, bugjó).    
V té době měli portugalští obchodníci téměř monopol na východoasijský námořní obchod, ten začal být ale stále více napadán ostatními západními zeměmi. Nizozemci, kteří tou dobou byli s Portugalci ve válečném stavu, poprvé náhodně přistáli v Japonsku v roce 1600 (loď Liefde) a lodivod této lodi, Angličan William Adams, se stal poradcem u šógunova dvora a obhájcem anglických i nizozemských zájmů. Významný status v Japonsku té doby získal i Holanďan Jan Joosten. Španělé měli tou dobou již základny na Filipínách a také se snažili v Japonsku prosadit, navzdory sjednocení španělské a portugalské koruny (zpráva o tom byla v portugalském Macau přijata chladně). Japonský šógunát tou dobou zahraniční obchod částečně podporoval, a dokonce vydával obchodní povolení vybraným šlechticům, kteří pak vysílali „lodě s červenou pečetí“ daleko do jihovýchodní Asie.  

## První černé lodě
Černé lodě, kterým Portugalci říkali nau do trato (obchodní lodě) nebo nau da China (čínské lodě), připlouvaly do Japonska z Goa každý rok mezi srpnem a zářím. Odplouvaly, jakmile to umožnil vítr, obvykle v období od listopadu do března. Vzhledem k odlišnému průběhu monzunů ve východní a jihovýchodní Asii mohlo ale uzavření celého okruhu trvat i více než dva roky.
Tyto karaky mívaly výtlak 600 až 1600 tun a trup měly natřený černou barvou, a tak se tento termín začal používat pro všechna západní plavidla. Označení „Černá loď“ bylo uvedeno i v Nippo džišo (日葡辞書), prvním západním japonsko-portugalském slovníku sestaveném v roce 1603.
V roce 1549 připlul do Japonska španělský misionář František Xaverský. Křesťanství se pak postupně začalo rozšiřovat a misijní činnost byla s obchodem stále více a více svázána. Křesťanští konvertité se vyskytovali jak mezi rolníky, tak mezi některými daimjó. V roce 1638 ale bylo potlačeno Šimabarské povstání, z něhož podněcování byl obviňován křesťanský vliv. Portugalští obchodníci a jezuitští misionáři se náslecně museli potýkat s postupně se zpřísňujícími omezeními, byli vypovězeni na ostrov Dedžima, než byli v roce 1639 vypovězeni z Japonska úplně.
Tokugawský šógunát poté zavedl politiku naprosté izolace země (sakoku), která zakazovala kontakty s většinou vnějších zemí. Udržoval pouze omezené obchodní a diplomatické styky s Čínou, Koreou, ostrovy Rjúkjú a s Nizozemci. Sakoku zůstalo v platnosti až do roku 1853, kdy se Japonsko začalo otevírat pod nátlakem komodora Perryho.

## Diplomacie dělových lodí

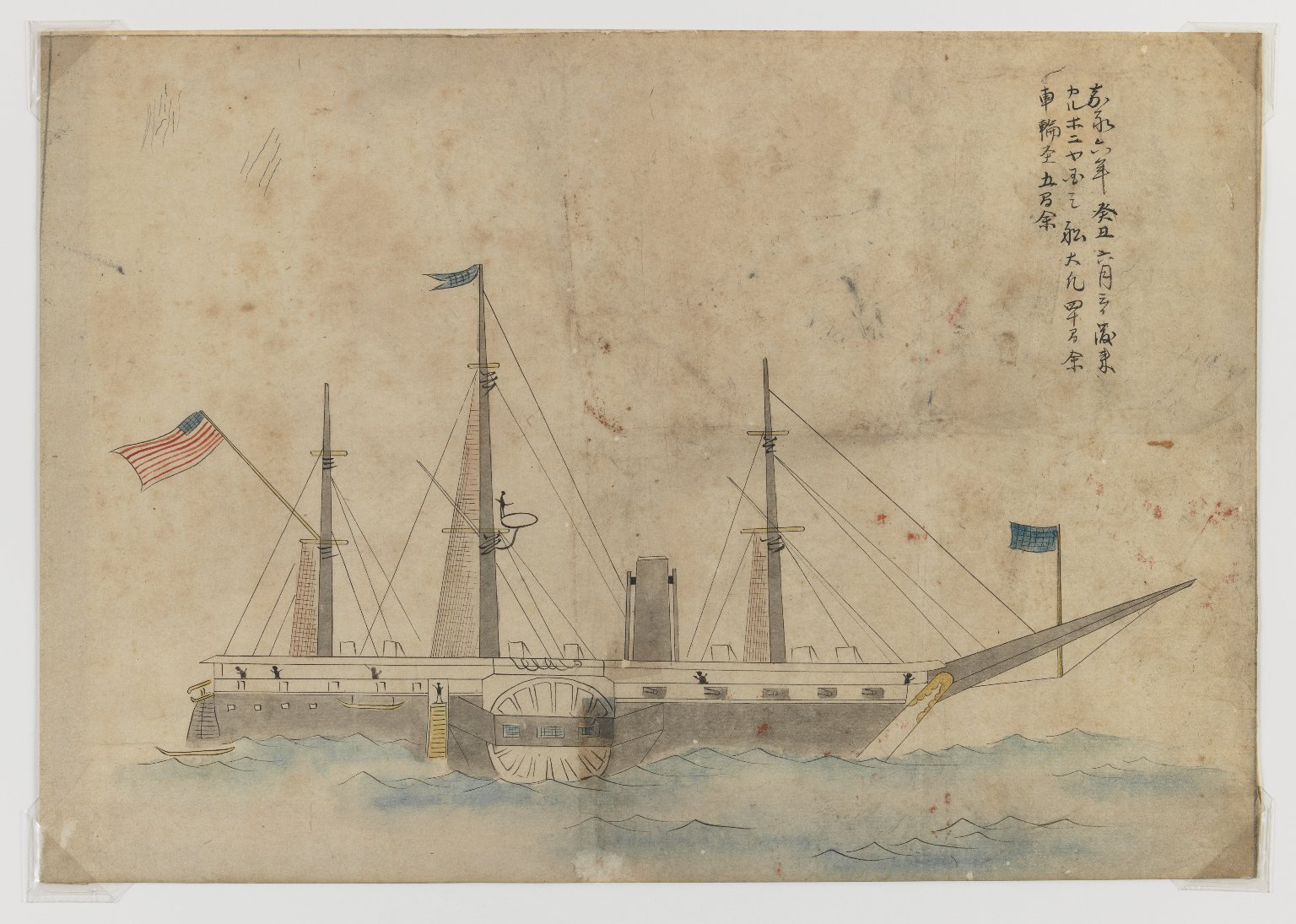
Černá loď komodora Perryho

Pojem „černé lodě“ se používá i jako japonské označení americké flotily komodora Perryho. Převaha vojenské síly Američanů byla tehdy hlavním faktorem při vyjednávání smluv (Smlouva z Kanagawy, Harrisova smlouva), které umožnily americký obchod s Japonskem a kterými období sakoku de facto skončilo. 
Pohled na čtyři lodě vplouvající do zátoky Edo, zahalujících vzduch černým dýmem a schopné pohybu vlastní silou, Japonce vyděsil. Jen Perryho vlajková loď, s posádkou čítající téměř tisíc mužů a šedesát děl, byla mnohonásobně větší než jakákoli japonská loď. Díky dýmu a černě natřenému trupu začali Japonci lodím opět říkat kurofune, tedy černá loď. Perry ignoroval žádosti přicházející z pobřeží, aby se s flotilou přesunul do Nagasaki, oficiálního japonského přístavu pro obchod s vnějším světem. Naopak pohrozil, že se svými loděmi dopluje přímo do Eda a město vypálí do základů, pokud mu nebude dovoleno přistát. Nakonec po dohodě přistál v nedaleké v Kurihamě.